# Dagmar Täube

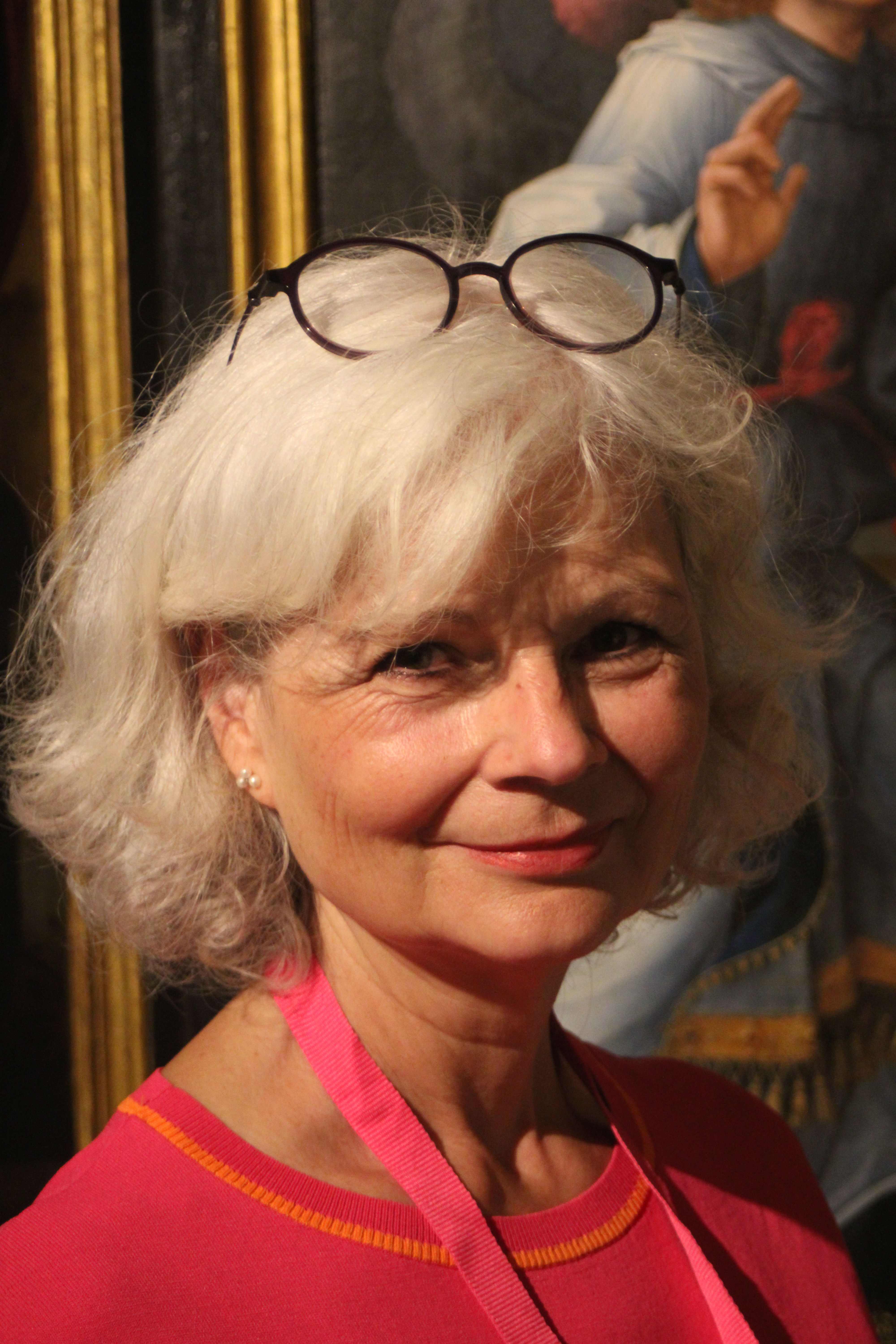
Dagmar Täube (2023)

Dagmar Regina Täube (* 1961 in Grevenbroich) ist eine deutsche Kunsthistorikerin. Seit 2016 ist sie Leiterin des St. Annen-Museums, welches sich im Museumsquartier St. Annen befindet, des Museums im Holstentor und der Museumskirche St. Katharinen in Lübeck.

## Leben
Dagmar Täube studierte von 1980/81 bis 1991 Kunstgeschichte, Erziehungswissenschaften und Germanistik an der Universität Bonn. Verschiedene Stipendien (DAAD, Kölner Gymnasial- und Stiftungsfonds, Dr. Franz-Stüsser-Stiftung) ermöglichten ihr 1987 und 1989 Studienaufenthalte in Brüssel, Utrecht und Den Haag. 1991 wurde sie hier mit einer Dissertation über Monochrome gemalte Plastik: Entwicklung – Verbreitung und Bedeutung eines Phänomens niederländischer Malerei der Gotik zum Dr. phil promoviert.
Schon seit 1986 und bis 1996 war sie als freie Museumspädagogin beim Museumsdienst der Stadt Köln tätig. Von 1991 bis 1994 war sie wissenschaftliche Assistentin im Wallraf-Richartz-Museum Köln und kuratierte unter anderem die Ausstellung zu Stefan Lochner. Von 1994 bis 1996 war sie Teil eines Forschungsprojekts zur Altkölner Malerei im Forschungsreferat der Museen der Stadt Köln.
Von 1996 bis 1997 wirkte sie als Kuratorin im Schnütgen-Museum Köln. 1998 übernahm sie die Leitung des Deutschen Glasmalerei-Museums in Linnich. Im selben Jahr führte sie ein Forschungsaufenthalt in das Victoria & Albert Museum in London. Von 1999 bis 2012 war sie stellvertretende Direktorin des Museum Schnütgen in  Köln und 2010/11 nach der Pensionierung von Hiltrud Westermann-Angerhausen kommissarische Direktorin des Museums. Sie kuratierte verschiedene Ausstellungen; in ihre Amtszeit fiel 2010 die Neueröffnung des erweiterten Museums. Nach der Berufung von Moritz Woelk zum Direktor des Museum Schnütgen und dem Abschluss der von ihr kuratierten Ausstellung Glanz und Größe des Mittelalters verließ sie im März 2012 das Museum und war bis 2014 Direktorin der Draiflessen Collection in Mettingen, einer privaten Initiative der aus Mettingen stammenden Unternehmerfamilie Brenninkmeijer zur Sammlung, Sicherung und Bearbeitung von Zeugnissen der Unternehmens- und Familiengeschichte (C&A).
Von 2014 bis 2016 war sie freiberuflich als Geschäftsführerin von artcura. premium art support tätig. Seit 2001 ist sie Lehrbeauftragte an der Heinrich-Heine-Universität in Düsseldorf.
Am 1. September 2016 wurde sie durch die Kulturstiftung Hansestadt Lübeck mit Wirkung vom 15. Oktober 2016 zur Direktorin des St.-Annen-Museums, des Holstentor-Museums und von St. Katharinen berufen. Sie  war damit die Nachfolgerin von Hildegard Vogeler, die bereits 2014 in den Ruhestand gegangen war, als auch von Thorsten Rodiek. Das St.-Annen-Museum und die Kunsthalle St. Annen wurden zum Museumsquartier St. Annen konsolidiert.
Dagmar Täubes Forschungsschwerpunkte sind die Glasmalerei und die Tafelmalerei des 14. bis 16. Jahrhunderts.

## Werke
- Monochrome gemalte Plastik: Entwicklung – Verbreitung und Bedeutung eines Phänomens niederländischer Malerei der Gotik. (= Kunst, Geschichte und Theorie. 19). Die Blaue Eule, Essen 1991, ISBN 3-89206-438-5 (zugl.: Bonn, Univ., Diss.)
- Glasmalerei aus vier Jahrhunderten. Greven, Köln 1998, ISBN 3-7743-0306-1.
- mit Hiltrud Westermann-Angerhausen (Hrsg.): Das Mittelalter in 111 Meisterwerken: aus dem Museum Schnütgen Köln. Greven, Köln 2003, ISBN 3-7743-0341-X.
- Aderlass und Seelentrost: die Überlieferung deutscher Texte im Spiegel Berliner Handschriften und Inkunabeln. Museum Schnütgen, Köln 2005, ISBN 3-932800-07-9.
- mit Andrea von Hülsen-Esch (Hrsg.): „Luft unter die Flügel…“. Beiträge zur mittelalterlichen Kunst. Festschrift für Hiltrud Westermann-Angerhausen. Olms, Hildesheim 2010, ISBN 978-3-487-14317-0.
- als Hrsg.: Rheinische Glasmalerei: Meisterwerke der Renaissance. 2 Bände. Schnell + Steiner, Regensburg 2007, ISBN 978-3-7954-1944-8.
- als Hrsg.: Glanz und Größe des Mittelalters: Kölner Meisterwerke aus den großen Sammlungen der Welt. Hirmer, München 2011, ISBN 978-3-7774-4531-1.
- als Hrsg.: Marken und Monogramme. (= Liberna Collection: Die Liberna in der Draiflessen Collection. 1). Draiflessen Collection, Mettingen 2013, ISBN 978-3-942359-13-9.
- mit Elisabeth Derix:  Derix – Kunstzeiten – Glasmalerei und Mosaik. B. Kühlen, Mönchengladbach 2016, ISBN 978-3-87448-462-6.
- In) Formation: zur Philosophie und Kunst von Alice Teichert. Mit einem Aufsatz von John K. Grande, München: Hirmer [2017] ISBN 978-3-7774-2882-6.
- (Hrsg.): Lucas Cranach der Ältere und Hans Kemmer: Meistermaler zwischen Renaissance Und Reformation. München: Hirmer 2021, ISBN 978-3-7774-3748-4.